# سازند کشکان
سازند کشکان از سازندهای زمین‌شناسی ایران در زاگرس است. نام سازند آواری کشکان از رود کشکان که در استان لرستان جریان دارد، گرفته شده است. این رودخانه از ارتفاعات زاگرس سرچشمه گرفته و در جنوب غربی پلدختر به رود سیمره پیوسته و رود کرخه را تشکیل می‌دهد سازند کشکان قبلاً به نام طبقات قرمز رنگ ائوسن خوانده می‌شد. برش نمونه سازند آواری کشکان در امتداد رودخانه کشکان در شمال شرقی پلدختر واقع در جاده اندیمشک – خرم‌آباد قرار دارد. در این سازند سنگواره‌هایی چون روتالیدس، میلیولیدس، رادیولاریا و روزن بران ماسه‌ای یافت می‌شود. سن سازند کشکان از پالئوسن تا ائوسن است.
از نظر سنگ‌شناسی سازند کشکان در استان لرستان دارای لایه‌های کنگلومرا، ماسه‌سنگ، مارن و ژیپس است و همیشه بر روی سازند امیران دیده می‌شود.